# 우추향

진먼섬과 우추향(녹색으로 표시)

우추향(오구향, 중국어 정체자: 烏坵鄉, 병음: Wūqiū Xiāng)은 중화민국 푸젠성 진먼현에 속해있는 향이다.
다추섬(大坵嶼)과 샤오추섬(小坵嶼)으로 이루어져 있고, 인구는 600명 남짓으로, 이 중 민간인은 130여명에 불과하다. 국공 내전 이후 중화민국 정부가 타이완으로 옮기기 전까지는 푸톈현에 속해 있었으나, 중화민국이 푸톈현을 상실한 후 진먼현이 임시로 관할하게 되어 현재에 이르고 있다.
행정구역은 진먼현에 속해 있지만 진먼섬과의 교통편은 없으며, 외지와 연결되는 유일한 교통수단은 타이완섬의 타이중시를 오가는 배편 뿐이다.

## 지리

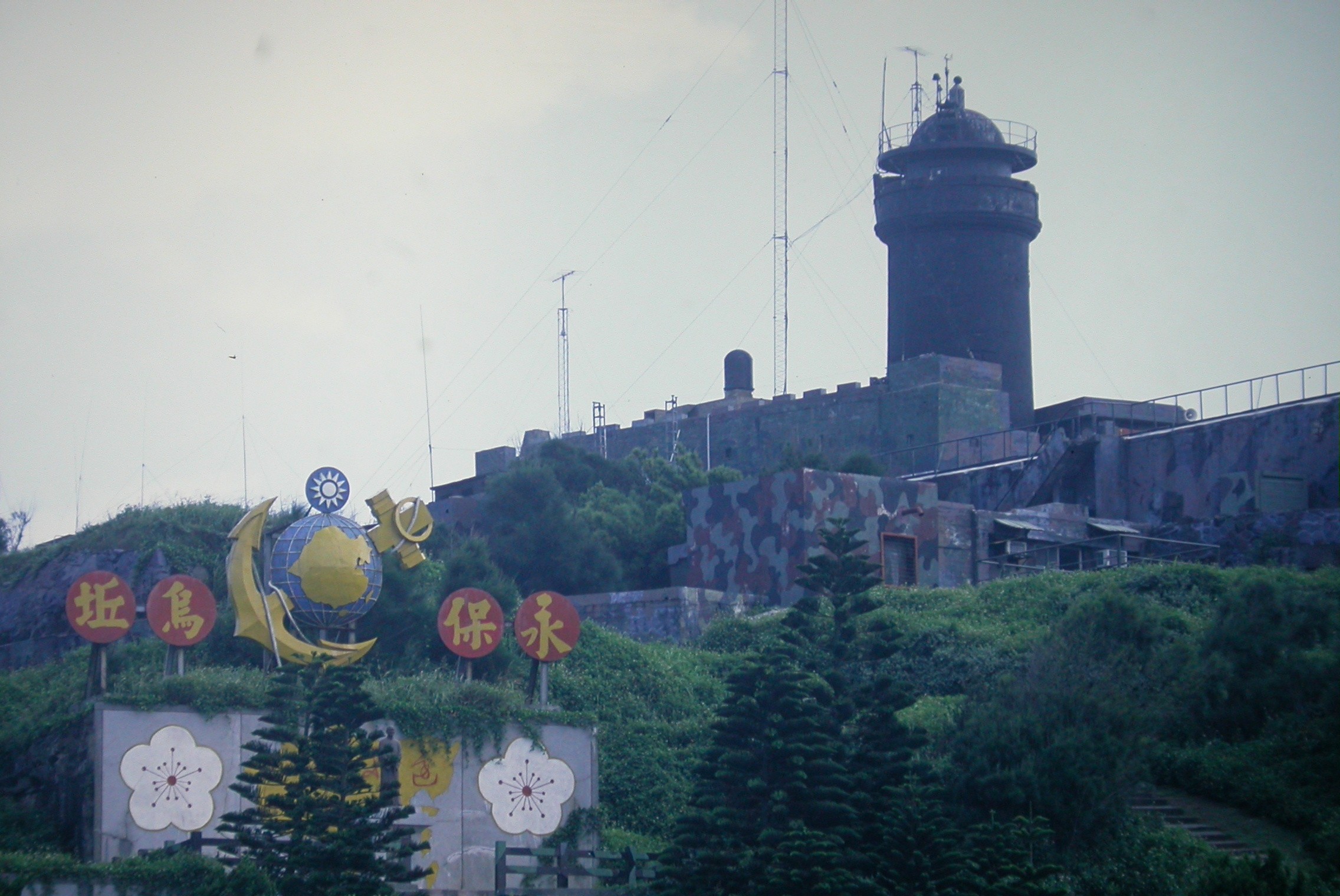
우추

우추향은 중국 대륙의 푸젠성 푸톈시의 동남쪽에 위치하고, 푸톈시 남일도(南日島)에서 남쪽으로 12해리, 푸톈시 미주도(湄洲島)에서 동쪽으로 20해리, 타이완섬의 신주시(新竹市)에서 서쪽으로 81해리, 진먼섬에서 동북쪽으로 72해리, 마쭈 열도에서 남쪽으로 70해리 떨어진 곳에 있다. 총면적은 1.2 km2이다.

## 역사
1840년 아편 전쟁 뒤 우추 향은 개항된 항구인 샤먼과 푸저우의 중간 지점에 위치해 있어서 중요한 요새가 되었다.
1873년에 영국인들이 등대를 세웠다. 1943년에 일본군이 점령하였으나 1945년 일본 제국이 패망하면서 철수하였다. 1949년이 되자 대륙에 있던 국민당정부가 무너지면서 우추 향은 무정부상태가 되었다.
1949년 초만 해도 우추 지역에는 등대에서 일하는 사람과 그 가족, 그리고 어민 몇 명 정도 밖에 살지 않았다. 원래 물자가 풍부하지 않은 이 섬에 본토에서 쫓겨난 국민당군이 쏟아져 들어오면서 섬에는 심각한 물자 부족 사태가 벌어졌다. 게다가 타이완섬과의 교통이 여의치 않아 국민당 정부와 연락이 끊어지면서, 섬에 고립된 국민당군은 이 섬 주변은 물론 대륙을 오가는 상선을 습격하며 해적 행위를 하였다. 1951년 미국의 군사 원조에 의해 국민당이 우추 지역에 물자를 제공하면서 약탈 행위가 사라졌다.
대륙과 지리적으로 가깝다는 이유로 1992년 계엄령이 해제될 때까지 사실상 대만 국방부가 섬을 계속 통치하였다.
2000년대 이후 양안(兩岸)관계의 진전으로 진먼섬과 마쭈 열도가 대륙과 교통하고 있는 데에 반해, 이 섬은 1998년 이후 중화민국 정부가 원자력폐기물 처리장의 건설을 시도하고 있어 양안 사이에서 가장 군사적 긴장도가 높은 지역이다.

## 교통
현재 우추향에는 항공로가 개설되어 있지 않으며, 외지와의 유일한 교통수단은 배편 뿐이다.
타이중 항에서 10일에 1회 정기선이 군함을 사용해 운항되고 있다. 소요 시간은 5~6시간 정도이다.

## 언어
우추향은 본래는 어민을 중심으로, 이곳을 관할하고 있던 푸젠성 푸톈시의 방언인 푸셴 말(莆仙話)이 사용되던 지역이지만, 현재는 타이완섬이나 진먼섬처럼 주로 민난어가 사용된다. 모두 마쭈섬에서 사용되는 민둥어(푸저우어)와는 계통이 다르다.

## 인구
| 연도       | 인구 | ±%      |
| ---------- | ---- | ------- |
| 1977       | 229  | —       |
| 1978       | 227  | −0.9%   |
| 1979       | 203  | −10.6%  |
| 1980       | 194  | −4.4%   |
| 1981       | 188  | −3.1%   |
| 1982       | 194  | +3.2%   |
| 1983       | 191  | −1.5%   |
| 1984       | 171  | −10.5%  |
| 1985       | 169  | −1.2%   |
| 1986       | 152  | −10.1%  |
| 1987       | 147  | −3.3%   |
| 1988       | 133  | −9.5%   |
| 1989       | 116  | −12.8%  |
| 1990       | 105  | −9.5%   |
| 1991       | 98   | −6.7%   |
| 1992       | 85   | −13.3%  |
| 1993       | 105  | +23.5%  |
| 1994       | 98   | −6.7%   |
| 1995       | 90   | −8.2%   |
| 1996       | 93   | +3.3%   |
| 1997       | 126  | +35.5%  |
| 1998       | 383  | +204.0% |
| 1999       | 383  | +0.0%   |
| 2000       | 374  | −2.3%   |
| 2001       | 362  | −3.2%   |
| 2002       | 378  | +4.4%   |
| Source::11 |      |         |

## 같이 보기
- 타이완
- 타이완의 역사
- 국공 내전
- 푸젠성 (중화민국)
- 진먼현
- 롄장현 (중화민국)
- 타이중시
- 푸젠성
- 푸톈시
- 슈위구